# Ронка
Ронка (італ. Roncà, вен. Roncà) — муніципалітет в Італії, у регіоні Венето,  провінція Верона.
Ронка розташована на відстані близько 410 км на північ від Рима, 85 км на захід від Венеції, 24 км на схід від Верони.
Населення — 3807 осіб (2014).
Щорічний фестиваль відбувається 25 березня. Покровитель — святий Петро.

## Демографія
Населення за роками:

Станом на 1 січня 2023 року в муніципалітеті офіційно проживало 320 іноземців з 27 країн, серед них 39 громадян країн Євросоюзу та 10 громадян України.

## Сусідні муніципалітети
- Арциньяно
- К'ямпо
- Гамбеллара
- Монтебелло-Вічентіно
- Монтеккія-ді-Крозара
- Монторсо-Вічентіно
- Сан-Джованні-Іларіоне